# نازك سفلي
نازك سفلي هي قرية في مقاطعة بل دشت، إيران. يقدر عدد سكانها بـ 285 نسمة بحسب إحصاء 2016.